# 1912 en Inde
Chronologie de l'Inde
- 1908
- 1909
- 1910
- 1911
- 1912
- 1913
- 1914
- 1915
- 1916

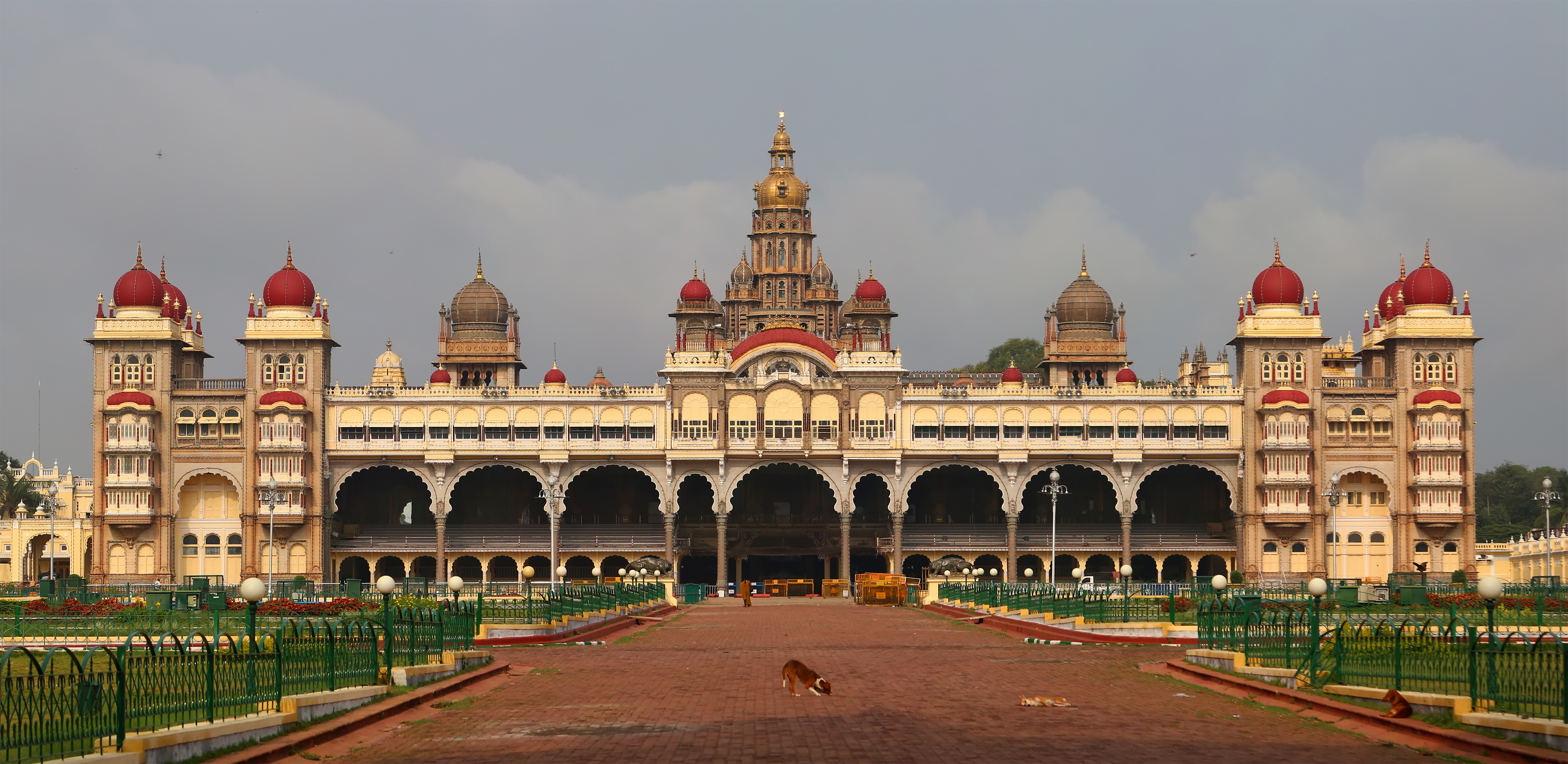
Inauguration du palais de Mysore.

Cette page concerne les évènements survenus en 1912 en Inde  :

## Évènement
- La construction de New Delhi commence. Elle est décidée en 1911 lorsque George V visite l'Inde au cours de ses voyages dans les colonies de l'Empire britannique. Le vice-roi britannique confie à Edwin Lutyens la responsabilité du plan général de Delhi et en 1912, il se rend à New Delhi pour commencer son travail. Mais la construction proprement dite ne commence qu'après la Première Guerre mondiale. Désormais, New Delhi est considérée comme le couronnement de la gloire du Raj britannique.
- Des médecins et des infirmières indiens musulmans sont envoyés pour rejoindre le mouvement international de la Croix-Rouge et du Croissant-Rouge, créée en 1912, pour fournir une aide médicale aux troupes turques lors des guerres balkaniques de 1912.
- Les provinces du Bihar et l'Odisha sont découpées en tant que province distincte du Raj britannique.
- 14 février : George V prononce un discours au Parlement britannique sur sa visite des colonies impériales et exprime sa confiance envers le peuple et le gouvernement indiens qu'il a vus lors de sa visite en Inde en 1911.
- 25 juin : Loi de 1921 sur le gouvernement de l'Inde (en)
- 23 décembre : Affaire du complot de Delhi, une tentative d'assassinat; à la bombe, du vice-roi de l'Inde Charles Hardinge à l'occasion du transfert de la capitale de l'Inde britannique de Calcutta à New Delhi.
- 29 décembre :  L'Inde obtient son premier évêque anglican. Vedanayagam Samuel Azariah (en) (1874-1945), fils d'un ecclésiastique indien, éduqué au Madras Christian College, est consacré premier évêque anglican indien dans la cathédrale Saint-Paul de Calcutta. Sont présents 11 évêques anglicans britanniques et le gouverneur du Bengale. Dix jours plus tard, Azariah prend ses fonctions dans le diocèse nouvellement créé de Dornakal.

## Littérature
- En mars, Lala Har Dayal (en) écrit un article pour Modern Review (Calcutta) (en) intitulé Marx : A Modern Rishi (en français : Marx, un Rishi moderne), qui est considéré comme le premier article indien sur Karl Marx.
- Swadeshabhimani Ramakrishna Pillai (en) la biographie de Karl Marx, en malayalam, qui est la première biographie de Marx dans une langue indienne.

## Création
- Académie de police du Bangladesh (en)
- Al-Hilal (en) journal en langue ourdou.
- École secondaire ashrama de la mission Baranagore Ramakrishna
- Haute court de Patna (en)
- Kamarupa Anusandhan Samiti (en), institut de recherches.
- Palais de Mysore (inauguration)

## Naissance
- Swami Adidevananda (en), moine.
- Gurdas Ram Alam (en), poète.
- Mumtaz Ali, danseur et chorégraphe.
- Ratan Bai, chanteuse, actrice et productrice.
- Balasaheb Bharde (en), militant pour l'indépendance.
- Saraswati Devi, compositrice de musique de film.
- Mehar Chand Dhawan (en), athlète.
- Lawrence Durrell, écrivain et voyageur.
- Ambrose Fernando (en), homme d'affaires et personnalité politique.
- Madurai Mani Iyer (en), musicien carnatique.
- Basappa Danappa Jatti, vice-Président puis Président de l'Inde par intérim.
- Russi Karanjia (en), journaliste.
- Hans Raj Khanna (en), ministre la Justice.
- Kusumagraj (en), poète, écrivain et scénariste.
- Bimal Mitra, écrivain.
- Kim Philby, agent double.
- Anantrai Raval (en), critique littéraire.
- Zohra Sehgal, actrice, danseuse et chorégraphe.
- Ale Ahmad Suroor (en), poète.
- Vani (en), écrivaine.

## Décès
- Sayyid Muhammad Abid (en), vice-chancelier du Darul Uloom Deoband.
- Bekhud Badayuni (en), poète.
- Nazir Ahmad Dehlvi (en), romancier.
- Behramji Malabari (en), poète et écrivain.
- Siddheshwar Mitter (en), diplomate.
- Gour Govinda Ray (hi), écrivain.
- V. Venkayya (en), historien.